# 예창근
예창근(芮昌根, 1955년 1월 22일 (1954년 음력 12월 29일) - )은 대한민국의 경기도 행정2부지사를 역임한 공무원, 정치인이다.

## 학력
- 1961 ~ 1967년 남산초등학교
- 1967 ~ 1970년 대구중학교
- 1970 ~ 1973년 경북고등학교
- 1974 ~ 1978년 영남대학교 경영학 학사
- 1982 ~ 1987년 경북대학교 대학원 행정학 석사
- 1987 ~ 1989년 런던 대학교 대학원 정치학 석사
- 2002 ~ 2007년 서울시립대학교 대학원 행정학 박사

## 경력
- 1978년 : 제22회 행정고시 합격
- 1983년 2월 : 수원시청 민방위과 과장
- 경기도청 계장,과장(인사계장,국제협력담당관)
- 내무부 연수원,내무부 심사분석계장
- 대통령 비서실(행정수석비서실 행정관)
- 영국 지방자치 연수(1998-2000)
- 행정자치부 행정정보화담당관
- 행정자치부 주민과장
- 경기도 남양주시 부시장
- 경기도 안산시 부시장
- 2007년 1월 ~ 2011년 8월 : 경기도 수원시 부시장
- 2011년 8월 ~ 2012년 7월 : 경기도 행정2부지사
- 경기영어마을 총장
- 2014년 : 경기도 의왕시 새누리당 시장 예비후보
- 2016년 3월 ~ 2017년 : 경동대학교 행정학과 교수
- 2018년 : 경기도 남양주시 자유한국당 시장 후보

## 역대 선거 결과
| 실시년도 | 선거      | 대수 | 직책 | 선거구        | 정당       | 득표수    | 득표율          | 순위 | 당락 | 비고     |
| -------- | --------- | ---- | ---- | ------------- | ---------- | --------- | --------------- | ---- | ---- | -------- |
| 2018년   | 지방 선거 | 8대  | 시장 | 경기 남양주시 | 자유한국당 | 77,427 표 | \| \| 26.70% \| | 2위  | 낙선 | 민선 7기 |
|          | 26.70%    |      |      |               |            |           |                 |      |      |          |